# Robeschia schimperi
Robeschia schimperi là một loài thực vật có hoa trong họ Cải. Loài này được (Boiss.) O.E. Schulz miêu tả khoa học đầu tiên năm 1924.